# نص برمجي أساسي
النص البرمجي الأساسي وصف يطلق على الحزمة الكاملة من الملفات المصدرية التي تنتج برنامجًا كاملا. يكون غالبًا الكود الأساسي مخزنًا ومدارًا في نظام تحكم بالمصدر مثل غت وسبفيرجن.